# 각본가
각본가(腳本家)는 주로 영화·텔레비전 드라마·애니메이션·게임·무대·라디오 드라마 등의 각본을 쓰는 사람을 말한다. 스크린라이터(영어: screenwriter), 스크립트라이터(영어: scriptwriter), 시나리스트(영어: scenarist), 시나리오 작가로도 불린다.

## 영화 산업
모든 각본은 하나의 생각이나 아이디어에서 출발하며 각본가는 자신의 아이디어를 사용하여 대본을 쓰며 판매를 하고 제작할 의도를 갖게 된다. 일부의 경우 대본은 기존의 속성, 즉 책이나 인생의 실화에 기반을 두는 경우가 있으며 이는 각본가에 의해 각색이 된다. 시간 대부분에서 영화 프로젝트는 각본가에 의해 시작된다.

## 같이 보기
- 쇼러너